# 朝宮町 (春日井市)
朝宮町（あさみやちょう）は、愛知県春日井市にある地名。現行行政地名は朝宮町1丁目から朝宮町4丁目。ただし4丁目は朝宮公園のみである。

## 地理
春日井市西部に位置する。南は柏原町、北は大手田酉町、東は八田町、北西は高山町、南西は如意申町に接する。

### 河川
- 新木津用水 - 当町域において、八田川と合流する。
- 八田川

## 歴史
1996年の区画整理により東部を柏原町5丁目に転出となり縮小するものの西側にある高山町や西八田町からの編入があり町域面積は増えている。

## 1995年以前の旧朝宮町
現在の朝宮町の大半、柏原町5丁目、八田町2・3丁目、高山町2丁目の一部

## 1丁目
朝宮町字朝宮・字森・字寺前、柏原町4丁目、柏原町、西八田町字子新田、上八田町字寺裏

## 2丁目
朝宮町字広田、如意申町字広田・字上之場、高山町字広田

## 3丁目
朝宮町字広田・字原田、高山町字広田

## 4丁目
朝宮町字朝宮・字原田、高山町字高山、西八田町字長池・字子新田

### 地名の由来
町域内に所在する朝宮神社の名称に由来する。

### 沿革
- 1948年（昭和23年） - 春日井市和爾良の一部により、同市朝宮町として成立[1]。
- 1974年（昭和49年） - 一部が柏原町に編入される[1]。
- 1996年（平成8年） - 西八田町が上八田町、下八田町と統合して八田町が成立したときに、西八田町のうち朝宮公園に属す地域(現在のスポーレ春日井)を朝宮町4丁目に編入した。

## 世帯数と人口
2019年（平成31年）4月1日現在の世帯数と人口は以下の通りである。
| 丁目        | 世帯数    | 人口    |
| ----------- | --------- | ------- |
| 朝宮町1丁目 | 471世帯   | 1,253人 |
| 朝宮町2丁目 | 551世帯   | 1,365人 |
| 朝宮町3丁目 | 451世帯   | 1,164人 |
| 計          | 1,473世帯 | 3,782人 |

### 人口の変遷
国勢調査による人口の推移
| 1995年（平成7年）  | 2,142人 | [ WEB 5 ] |  |
| 2000年（平成12年） | 2,906人 | [ WEB 6 ] |  |
| 2005年（平成17年） | 3,306人 | [ WEB 7 ] |  |
| 2010年（平成22年） | 3,400人 | [ WEB 8 ] |  |
| 2015年（平成27年） | 3,659人 | [ WEB 9 ] |  |

## 学区
市立小・中学校に通う場合、学区は以下の通りとなる。また、公立高等学校に通う場合の学区は以下の通りとなる。
| 丁目        | 番・番地等 | 小学校               | 中学校               | 高等学校 |
| ----------- | ---------- | -------------------- | -------------------- | -------- |
| 朝宮町1丁目 | 全域       | 春日井市立柏原小学校 | 春日井市立柏原中学校 | 尾張学区 |
| 朝宮町2丁目 | 全域       | 春日井市立柏原小学校 | 春日井市立柏原中学校 | 尾張学区 |
| 朝宮町3丁目 | 全域       | 春日井市立柏原小学校 | 春日井市立柏原中学校 | 尾張学区 |

## 施設
- 春日井市営朝宮公園[2]
  - スポーレ春日井
- 朝宮神社
- 覚成寺
- 朝宮御殿石碑

## その他

### 日本郵便
- 郵便番号 : 486-0846[WEB 3]（集配局：春日井郵便局[WEB 12]）。

### WEB
1. ↑  “愛知県春日井市の町丁・字一覧”.   人口統計ラボ. 2019年6月6日閲覧。
2. 1 2  “町・丁目別年齢別（5歳階級）男女別人口、世帯”.   春日井市 (2019年4月11日). 2019年6月6日閲覧。
3. 1 2  “郵便番号”.  日本郵便. 2019年6月6日閲覧。
4. ↑  “市外局番の一覧”.   総務省. 2019年6月6日閲覧。
5. ↑  総務省統計局 (2014年3月28日). “平成7年国勢調査の調査結果(e-Stat) - 男女別人口及び世帯数 －町丁・字等”. 2019年3月23日閲覧。
6. ↑  総務省統計局 (2014年5月30日). “平成12年国勢調査の調査結果(e-Stat) - 男女別人口及び世帯数 －町丁・字等”. 2019年3月23日閲覧。
7. ↑  総務省統計局 (2014年6月27日). “平成17年国勢調査の調査結果(e-Stat) - 男女別人口及び世帯数 －町丁・字等”. 2019年3月23日閲覧。
8. ↑  総務省統計局 (2012年1月20日). “平成22年国勢調査の調査結果(e-Stat) - 男女別人口及び世帯数 －町丁・字等”. 2019年3月23日閲覧。
9. ↑  総務省統計局 (2017年1月27日). “平成27年国勢調査の調査結果(e-Stat) - 男女別人口及び世帯数 －町丁・字等”. 2019年3月23日閲覧。
10. ↑  “通学区域一覧表”.   春日井市 (2018年5月14日). 2019年6月6日閲覧。
11. ↑  “平成29年度以降の愛知県公立高等学校（全日制課程）入学者選抜における通学区域並びに群及びグループ分け案について”.   愛知県教育委員会 (2015年2月16日). 2019年1月14日閲覧。
12. ↑  “郵便番号簿 2018年度版” (PDF).   日本郵便. 2019年5月18日閲覧。

### 書籍
1. 1 2 3  「角川日本地名大辞典」編纂委員会 1989, p. 93.
2. 1 2 3 4  「角川日本地名大辞典」編纂委員会 1989, p. 1646.